# Gyangnyi Caka
Gyangnyi Caka (kinesiska: 江尼茶卡) är en saltsjö i Kina. Den ligger i den autonoma regionen Tibet, i den sydvästra delen av landet, omkring 720 kilometer nordväst om regionhuvudstaden Lhasa. Arean är 39 kvadratkilometer.
Genomsnittlig årsnederbörd är 455 millimeter. Den regnigaste månaden är juli, med i genomsnitt 180 mm nederbörd, och den torraste är november, med 2 mm nederbörd.